# Phloiotrya subtilis
Phloiotrya subtilis is een keversoort uit de familie zwamspartelkevers (Melandryidae). De wetenschappelijke naam van de soort werd in 1897 gepubliceerd door Edmund Reitter.